# Illumination (Tristania)
Illumination è il quinto album della gothic metal band norvegese Tristania. L'album è uscito il 22 gennaio 2007 ed ha rappresentato l'ennesima svolta nello stile musicale della band che, dopo l'abbandono del gruppo da parte del growler Kjetil Ingebrethsen, si è orientata verso un sound maggiormente melodico e saldamente ancorato al gothic metal.

## Tracce
1. Mercyside (Bergøy, Hidle, Moen, Sorychta) – 04:39
2. Sanguine Sky (Hermansen, Hidle, Moen) – 03:50
3. Open Ground (Bergøy, Hidle, Moen) – 04:40
4. The Ravens (Bergøy, Hidle, Moen) – 05:06
5. Destination Departure (Moen, Hidle) – 04:34
6. Down (Bergøy, Hidle, Moen) – 04:32
7. Fate (Bergøy, Hidle, Moen) – 04:59
8. Lotus (Bergøy, Hidle, Moen) – 05:08
9. Sacrilege (Moen, Hidle) – 04:15
10. In the Wake (Bergøy, Hidle, Moen) – 04:08
11. Deadlands (Bergøy, Hidle, Moen) – 06:39

## Singoli
1. Sanguine Sky (2007)

## Formazione
- Vibeke Stene - voce femminile
- Østen Bergøy - voce maschile
- Anders Høvyvik Hidle - chitarra solista; voce maschile in In the Wake
- Svein Terje Solvang - chitarra ritmica
- Einar Moen - tastiere, programmazione
- Rune Østerhus - basso
- Kenneth Ølsson - batteria

### Altri musicisti
- Vorph - voce death in Mercyside, The Ravens e In the Wake
- Petra Stalz & Heike Haushalter - violini
- Monika Malek - viola
- Gesa Hangen - violoncello